# Verdandi
Verdandi (staronordijski Verðandi) je srednja od tri norne ili suđence koje se spominju u nordijskoj mitologiji. Preostale dvije su Urd i Skuld. Verdandi znači Sadašnjost.
Sve tri žive u jednoj dvorani pokraj svjetskoga drveta, jasena Yggdrasila, odmah kraj vrela Urd a čini se da su sestre i da potječu od pradiva Ymira.
Ima puno norni i nisu uvijek dobre. Svakome čovjeku one određuju sudbinu.
Neke potječu od bogova, neke od vile, neke od patuljaka, kako se govori u ovim stihovima:
| (Fáfnismál, 13)       | (Fáfnismál, 13)             |
| --------------------- | --------------------------- |
| Sundrbornar miök      | Različitog porijekla        |
| hygg ek at nornir sé, | sjećam se da su Norne,      |
| eigut þær ætt saman;  | iako su istovrsne;          |
| sumar eru áskunnar,   | jedne su od roda Asa,       |
| sumar eru álfkunnar   | druge su od vila,           |
| sumar dœtr Dvalins    | a neke su kćeri Dvalinnove. |
|                       | (prevela Dora Maček)        |